# 赫雷貝尼
50°1′14″N 30°58′27″E / 50.02056°N 30.97417°E
赫雷貝尼（烏克蘭語：Гребені）是位於烏克蘭北部的村莊，由基辅州奧布希夫區的勒日希夫市鎮負責管轄。該村面積2.12平方公里，海拔高度181米，2001年人口555，人口密度每平方公里262.2人。